# Rustam Gel'manov
Rustam Gel'manov (in russo Рустам Азатович Гельманов?; Tekeli, 6 dicembre 1987) è un arrampicatore russo.

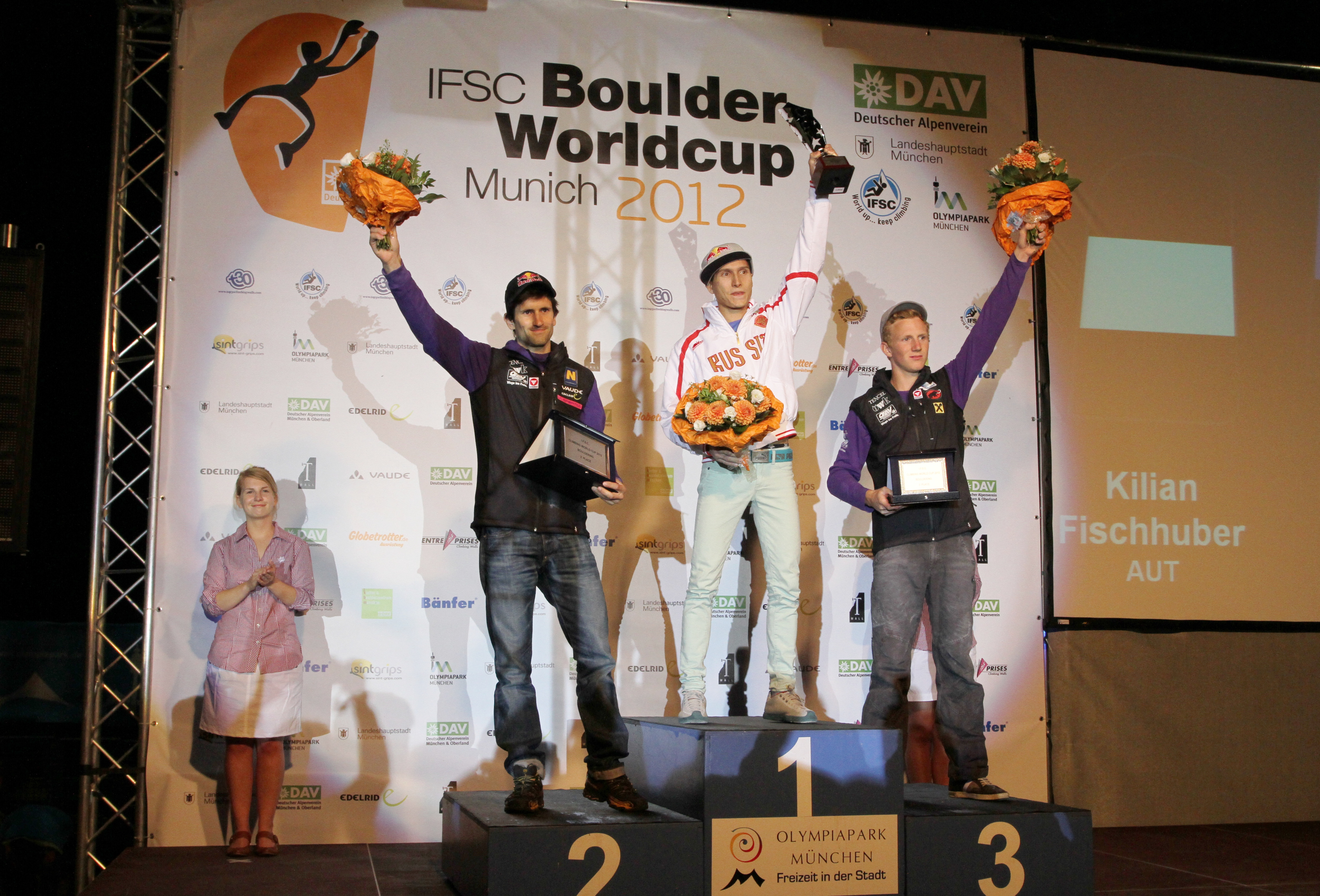
Rustam Gelmanov solleva la sua Coppa del mondo di arrampicata 2012 per il boulder, al termine dell'ultima prova della stagione a Monaco.

Pratica le competizioni di boulder, l'arrampicata in falesia e il bouldering.

## Biografia
Ha iniziato ad arrampicare nel 2003. Dal 2005 partecipa alla Coppa del mondo di arrampicata nel boulder. Il 31 ottobre 2008 ha vinto per la prima volta una gara di Coppa, a Mosca, settima e ultima tappa di boulder della Coppa del mondo di arrampicata 2008. Nella stagione 2009 ha ottenuto il secondo posto finale e, sempre nel 2009, ha vinto una medaglia d'argento al Campionato del mondo a Qinghai.
Nella stagione 2012 si è aggiudicato la Coppa, precedendo gli austriaci Kilian Fischhuber e Jakob Schubert.
È stato il primo russo ad aver salito un 9a, con la ripetizione di Kinematix alle Gorges du Loup nel 2008.
Vive a Mosca dove oltre ad allenarsi studia ingegneria aeronautica.

## Palmarès

### Coppa del mondo
|         | 2005 | 2006 | 2007 | 2008 | 2009 | 2010 | 2011 | 2012 | 2013 | 2014 |
| ------- | ---- | ---- | ---- | ---- | ---- | ---- | ---- | ---- | ---- | ---- |
| Boulder | 30   | 18   | 17   | 5    | 2    | 5    | 6    | 1    | 4    | 4    |

### Campionato del mondo
|         | 2005 | 2007 | 2009 | 2011 | 2012 | 2014 |
| ------- | ---- | ---- | ---- | ---- | ---- | ---- |
| Boulder | 34   | 8    | 2    | 3    | 3    | 21   |

## Statistiche

### Podi in Coppa del mondo boulder
| Stagione | 1º | 2º | 3º | Podi totali |
| -------- | -- | -- | -- | ----------- |
| 2008     | 1  | 1  |    | 2           |
| 2009     | 1  |    | 1  | 2           |
| 2011     |    | 2  | 1  | 3           |
| 2012     | 2  | 1  | 1  | 4           |
| 2013     |    | 1  | 1  | 2           |
| 2014     | 1  |    | 2  | 3           |
| Totale   | 5  | 5  | 6  | 16          |

## Falesia

### Lavorato
- 9a/5.14d:
  - Action directe - Frankenjura (GER) - marzo 2012[6]
  - Kinematix - Gorges du Loup (FRA) - 8 settembre 2008 - Via di Andreas Bindhammer del 2001 e primo 9a russo[5]

## Boulder
- 8B+/V14:
  - New Base Line - Magic Wood (SUI) - agosto 2010 - Boulder di Bernd Zangerls del 2001[7]